# Laophila fokia
Laophila fokia är en fjärilsart som beskrevs av Swinhoe 1902. Laophila fokia ingår i släktet Laophila och familjen mätare. Inga underarter finns listade i Catalogue of Life.